# Sovietwave
Sovietwave, совєтвейв (від англ. soviet wave — «радянська хвиля») — специфічний, споріднений синтвейву жанр електронної музики. Виникнення та розквіт жанру відбулися у 2010-х роках. Головними рисами цієї електронної музики є привнесення до неї елементів, що можуть асоціюватися з Радянським Союзом.

## Виконавці жанру
- Маяк
- Электроника 302
- Творожное озеро
- Протон-4
- Артек Электроника
- Научно-Электронное Музыкальное Объединение (Н.Э.М.О.)
- lilii
- Kirov Reporting
- STEREOYUNOST
- НАУКОГРАД